# Quiina schippii
Espèce
Classification phylogénétique
Statut de conservation UICN

 EN C2a : En danger
Quiina schippii est une espèce de plantes à fleurs de la famille des Ochnaceae. C'est un arbre originaire du Belize, du Honduras et du Guatemala.

## Description
C'est un arbre.

## Répartition
On trouve l'espèce au Belize et au Honduras et de façon incertaine au Guatemala.